# Prod
Prod (deutsch Pruden, ungarisch Pród) ist ein Dorf im Kreis Sibiu (Rumänien). Es gehört zur Gemeinde Hoghilag (Halvelagen).

## Lage
Prod liegt etwa in der Mitte Siebenbürgens in einem nördlichen Seitental der Târnava Mare (Große Kokel), etwa 12 km nordwestlich von Sighișoara.

## Geschichte
Prod wurde 1348 in einer Urkunde des siebenbürgischen Wojwoden Stephan vom Landtag von Thorenburg erstmals urkundlich erwähnt.
Als im 15. Jahrhundert einige Prudener ihren Heimatort verließen, führten sie den Namen ihres Herkunftsortes als Familiennamen weiter.

## Bevölkerung
Die Ortschaft wurde über Jahrhunderte von der deutschstämmigen Bevölkerung geprägt. Deren Anzahl nahm nach dem Zweiten Weltkrieg langsam, nach der Revolution von 1989 rapide ab.

## Verkehr
Der nächste Bahnhof befindet sich an der Bahnstrecke Teiuș–Brașov.

## Sehenswürdigkeiten
Die Kirche wurde am 26. Juni 1906 eingeweiht. Der Barockaltar stammt aus dem Jahr 1780, die Seitenteile sind im Rokoko-Stil, das Oberbild des Auferstandenen wurde erst 1906 von dem Hermannstädter Maler Arthur Coulin gemalt.
Jedes Jahr findet hier die Transylvania Horse Show statt.

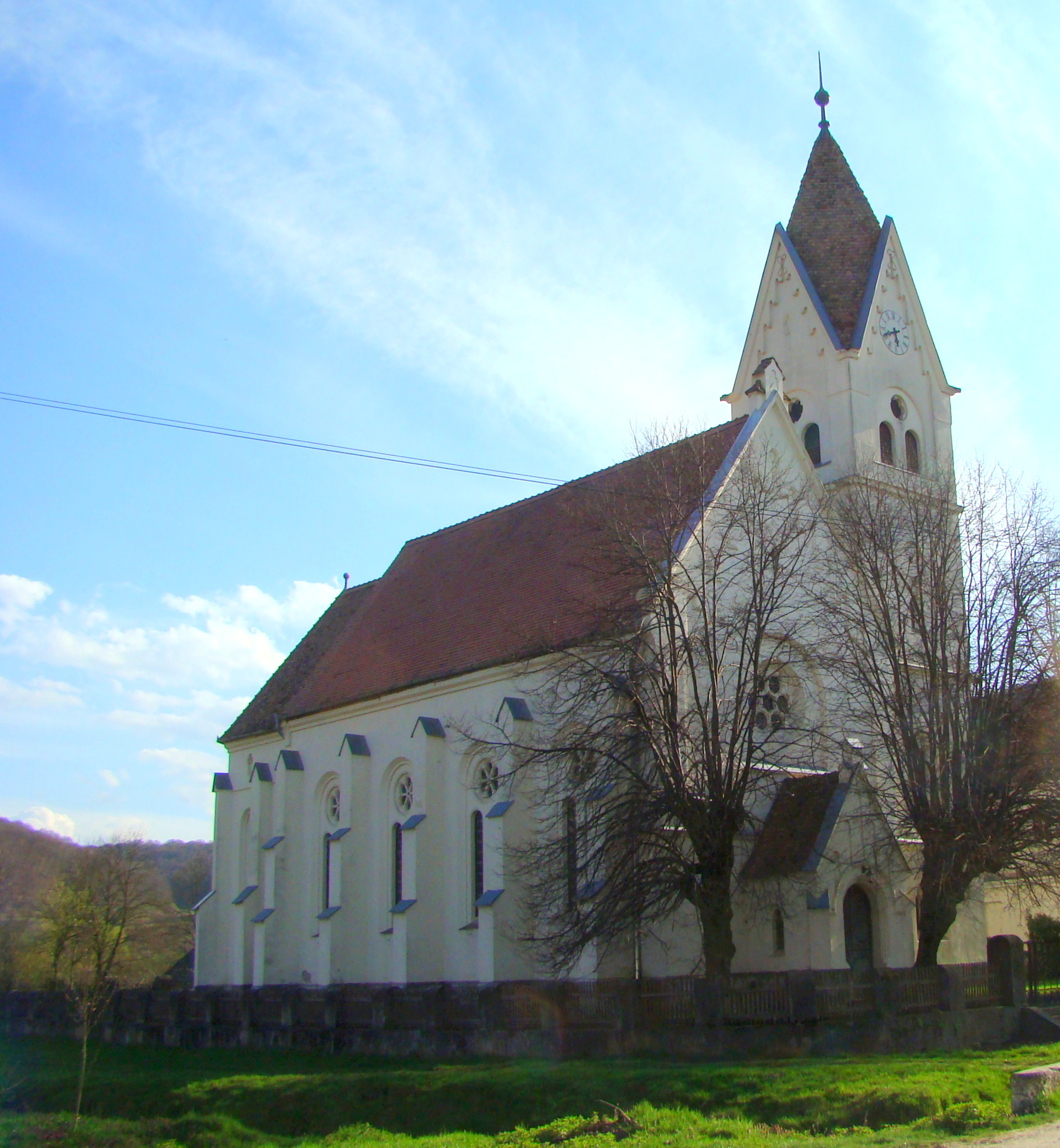
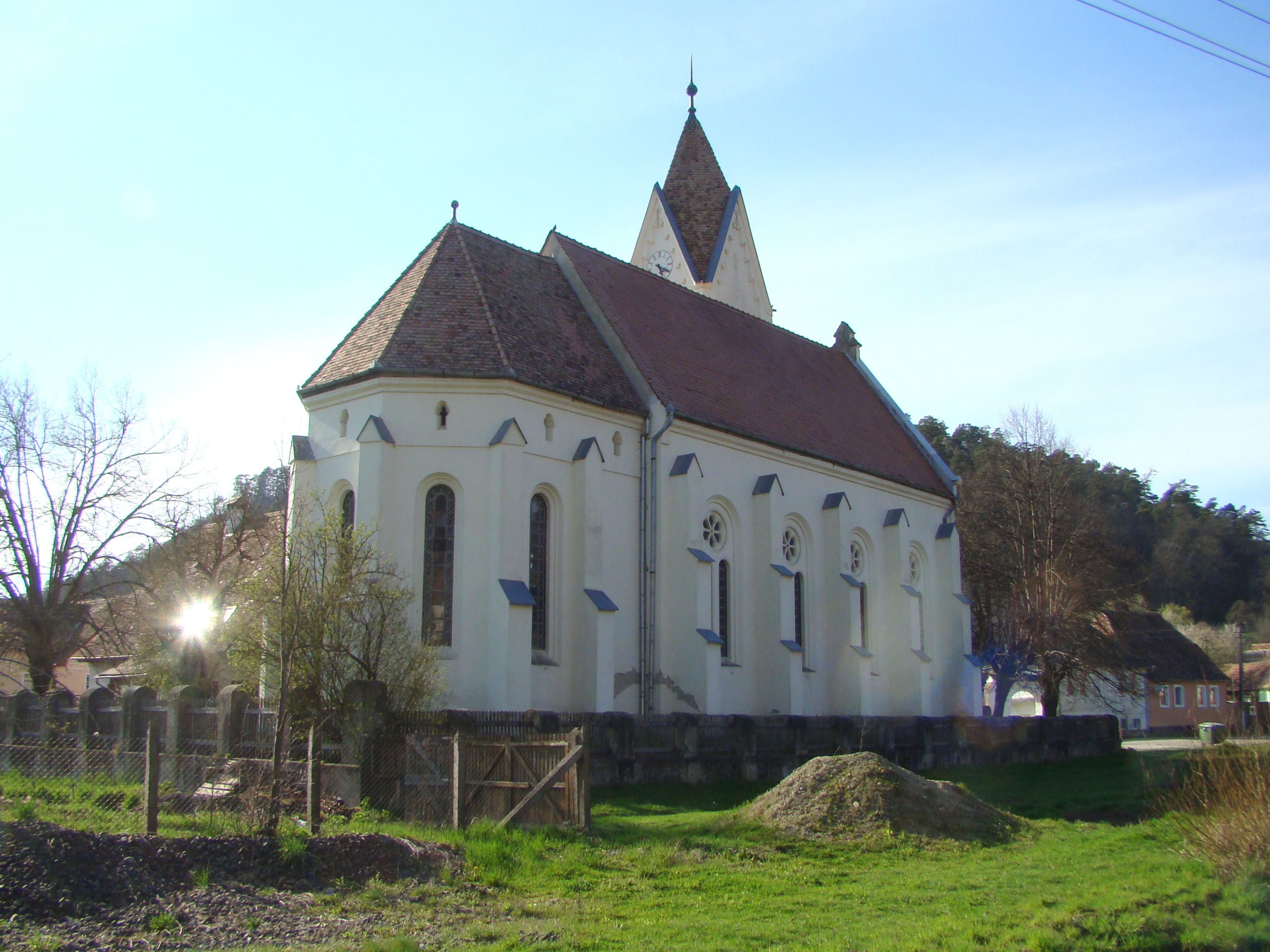
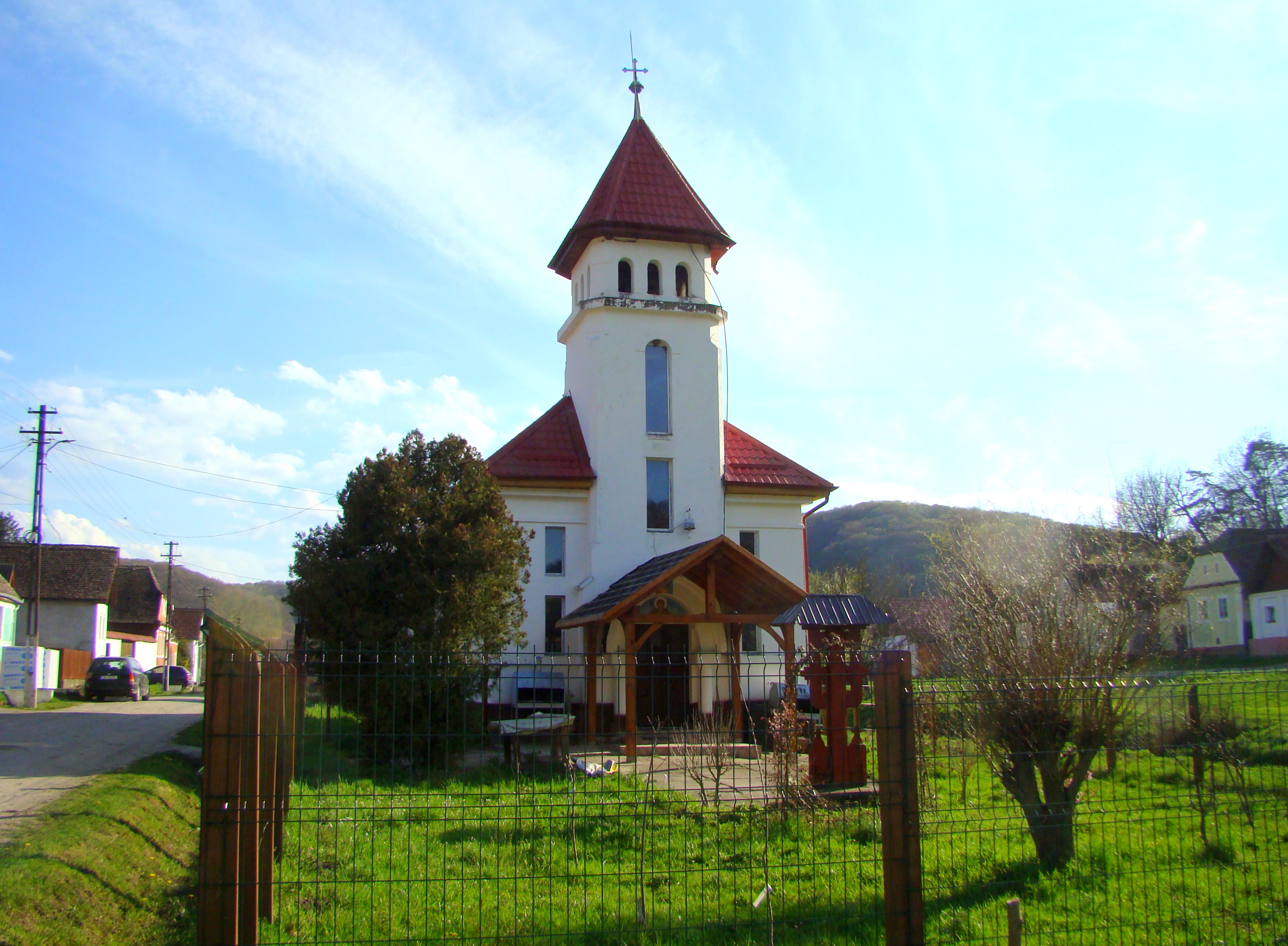